# Gouvernement Chafik I
Égypte
Nazif II Chafik II
Au moment de la révolution égyptienne de 2011, Omar Souleiman est nommé vice-président, et Ahmed Chafik premier ministre. Ces deux hommes sont réputés pour leur intégrité, mais cela ne suffit pas à sauver le régime de Moubarak.
Deux jours après la formation du nouveau gouvernement, un remaniement est opéré, pour éliminer la présence embarrassante du très impopulaire ministre de l'Intérieur Habib el-Adli, jugé responsable de la répression policière, qui sera remplacé par Mahmoud Wagdi. Les hommes d'affaires disparaissent également de ce gouvernement. Mais la composition reste majoritairement inchangée par rapport au gouvernement précédent.
Au lendemain de la démission d'Hosni Moubarak, le Conseil suprême des forces armées qui assume la transition du pouvoir restreint la mission du Cabinet de Chafik aux affaires courantes dans l'attente de la formation d'un nouveau gouvernement.

## Composition
- Vice-premier ministre : général Mohamed Hussein Tantawi
- Ministre des Affaires étrangères : Ahmed Aboul Gheit
- Ministre de la Défense : général Mohamed Hussein Tantawi
- Ministre de l'Intérieur : Mahmoud Wagdi
- Ministre de la Justice : Mamdouh Marei
- Ministre des Finances : Samir Mohamed Radouane
- Ministre du Pétrole :
- Ministère de la Culture (Égypte) :Gaber Assfour. Il met fin aux 24 années de règne de Farouk Hosni.
- Ministre de la Santé :
- Ministre du Commerce :
- Ministre du Tourisme :
- Ministre de l'Information :
- Ministre de la Coopération internationale : Fayza Abouelnaga

## Sources
- Article du Monde du 31-01-2011